# Black and Yellow
Black and Yellow – pierwszy singel amerykańskiego rapera Wiza Khalify z jego trzeciego albumu studyjnego Rolling Papers. Został wydany 14 września 2010 roku. Utwór został napisany przez Wiz Khalifę i Stargate. Doszedł do 1 miejsca w prestiżowej liście Billboard Hot 100. Dzięki temu, że drużyna Pittsburgh Steelers dotarła do Super Bowl, piosenka „Black and Yellow” stała się domyślnym hymnem tej drużyny, ponieważ nawiązuje do czarno-żółtych barw miasta Pittsburgh; jest to pierwsza piosenka Khalify, która osiągnęła pierwsze miejsce w USA. 

## Certyfikaty i sprzedaż
| Kraj                     | Certyfikat         | Sprzedaż   |
| ------------------------ | ------------------ | ---------- |
| Australia (ARIA)         | platynowa płyta    | 70 000+    |
| Dania (IFPI Danmark)     | platynowa płyta    | 90 000+    |
| Francja (SNEP)           | platynowa płyta    | 200 000+   |
| Kanada (MC)              | 3x platynowa płyta | 240 000+   |
| Niemcy (BVMI)            | złota płyta        | 150 000+   |
| Nowa Zelandia (RMNZ)     | złota płyta        | 7 500+     |
| Stany Zjednoczone (RIAA) | 6x platynowa płyta | 6 000 000+ |
| Szwecja (GLF)            | platynowa płyta    | 40 000+    |
| Wielka Brytania (BPI)    | platynowa płyta    | 600 000+   |
| Włochy (FIMI)            | platynowa płyta    | 50 000+    |